# Atlas (Coldplay)
Atlas è un singolo del gruppo musicale britannico Coldplay, estratto dalla colonna sonora del film Hunger Games: La ragazza di fuoco e pubblicato il 6 settembre 2013 dalla Parlophone.

## Descrizione
Prodotta dai Coldplay con Daniel Green e Rik Simpson e registrata a Londra, Atlas è la prima canzone della carriera Coldplay ad essere stata composta appositamente per una colonna sonora di un film. Secondo Jason Lipshutz di Billboard, «il testo tocca astrattamente sulla fiducia reciproca dei personaggi principali Katniss e Peeta. Carry your world/I'll carry your world ("Porta il tuo mondo/ti porterò il tuo mondo"), Martin canticchia come se il pianoforte e chitarre si congelassero per una conclusione pesante».
Il regista del film, Francis Lawrence, ha espresso di avere «un gran rispetto e ammirazione per i Coldplay, e siamo entusiasti di come hanno connesso al meglio le tematiche e le idee all'interno del film. La loro passione incrollabile e l'entusiasmo per il progetto ha elevato ancora di più la collaborazione, e non vediamo l'ora di condividere questa musica con il pubblico di tutto il mondo».

## Promozione
Atlas è stata citata per la prima volta dal gruppo il 22 agosto, quando è stato annunciato che il brano sarebbe stato inserito all'interno della colonna sonora del film Hunger Games: La ragazza di fuoco. Quattro giorni più tardi è stata rivelata la copertina, mentre il 30 agosto il brano è stato reso disponibile per il pre-ordine sull'iTunes Store britannico.
Il 6 settembre, in contemporanea alla pubblicazione del singolo, è stato pubblicato sul canale YouTube del gruppo un lyric video.

## Accoglienza
Michael Nelson di Stereogum ha definito il brano «un'appropriata ballata cinematografica», mentre Erin Coulehan di Rolling Stone ha scritto «La melodia sognante offre una classica presentazione tipica del gruppo, con un pianoforte battente che prende forma non appena Chris canta I'll carry your world.»

## Tracce
1. Atlas (From "The Hunger Games: Catching Fire" Soundtrack) – 3:56

## Riconoscimenti
- 2014 – Golden Globe
  - Candidatura per la migliore canzone originale

## Classifiche
| Classifica (2013)                | Posizione massima |
| -------------------------------- | ----------------- |
| Australia                        | 30                |
| Austria                          | 31                |
| Belgio (Fiandre)                 | 17                |
| Canada                           | 33                |
| Danimarca                        | 20                |
| Francia                          | 31                |
| Germania                         | 19                |
| Irlanda                          | 12                |
| Italia                           | 9                 |
| Nuova Zelanda                    | 20                |
| Regno Unito                      | 12                |
| Spagna                           | 18                |
| Stati Uniti                      | 69                |
| Stati Uniti (alternative)        | 18                |
| Stati Uniti (rock & alternative) | 12                |
| Svizzera                         | 10                |